# Geoffroea spinosa
Geoffroea spinosa är en ärtväxtart som beskrevs av Nikolaus Joseph von Jacquin. Geoffroea spinosa ingår i släktet Geoffroea och familjen ärtväxter. Inga underarter finns listade i Catalogue of Life.

## Bildgalleri